# Sabbionara
Sabbionara (Sabonèra nella parlata locale) è una frazione del comune di Avio, nella bassa Vallagarina, in provincia di Trento.
Si trova ad un'altitudine di 152 m s.l.m., ai piedi dell'omonimo castello, dimora medioevale dei conti di Castelbarco e conserva  antiche case a corte con portali e ballatoi.

## Luoghi di interesse

### Architetture religiose
- Chiesa parrocchiale di San Bernardino, risalente al 1835 con il pregevole concerto di campane fuso nel 1933 dalla fonderia Cavadini di Verona.
- Chiesa di San Vigilio, risalente al XIII secolo, ma ricostruita nel XVII secolo e recentemente restaurata.
- Chiesa di San Carlo Borromeo.
- Chiesa di Sant'Antonio Abate, ai piedi del castello, ricordata già nel 1322 e riedificata nel XIX secolo, anch'essa recentemente restaurata; conserva un altare ligneo e affreschi del XIV secolo.

### Architetture militari
- Castello di Sabbionara

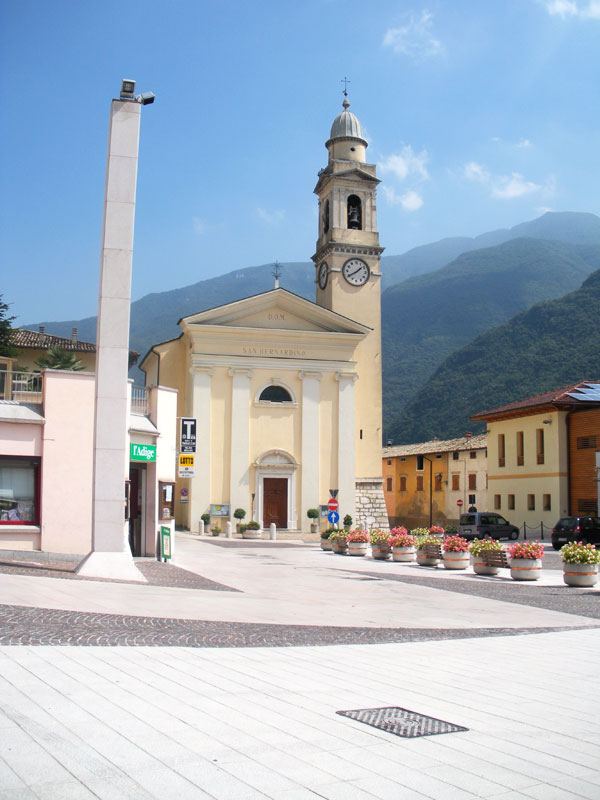
Chiesa parrocchiale di San Bernardino
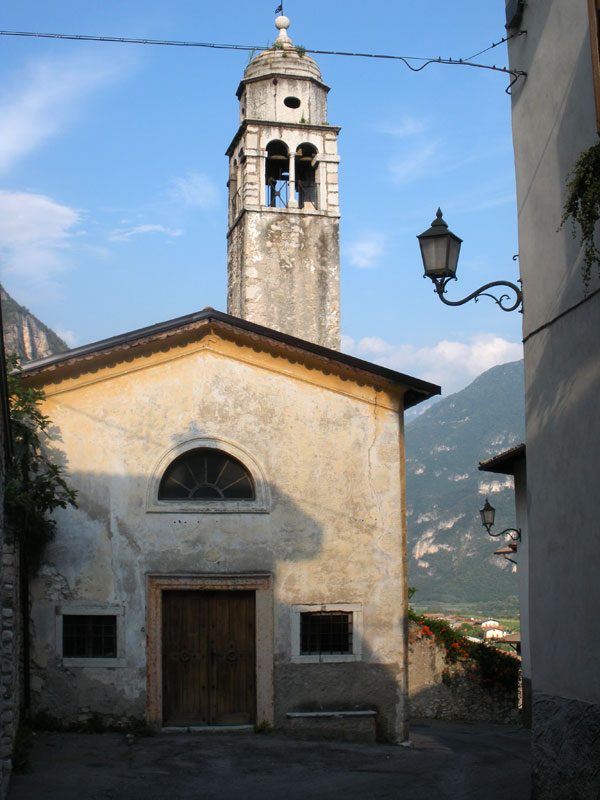
Chiesa di San Carlo
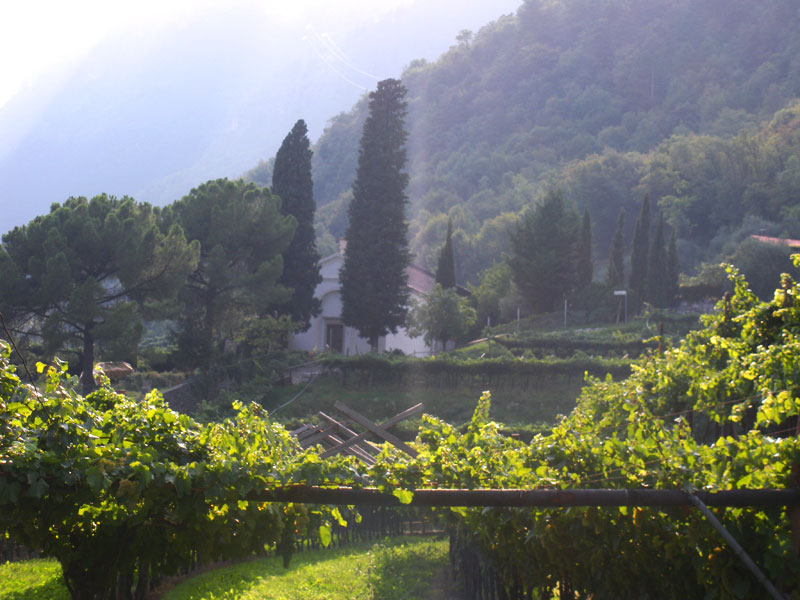
Sant'Antonio Abate
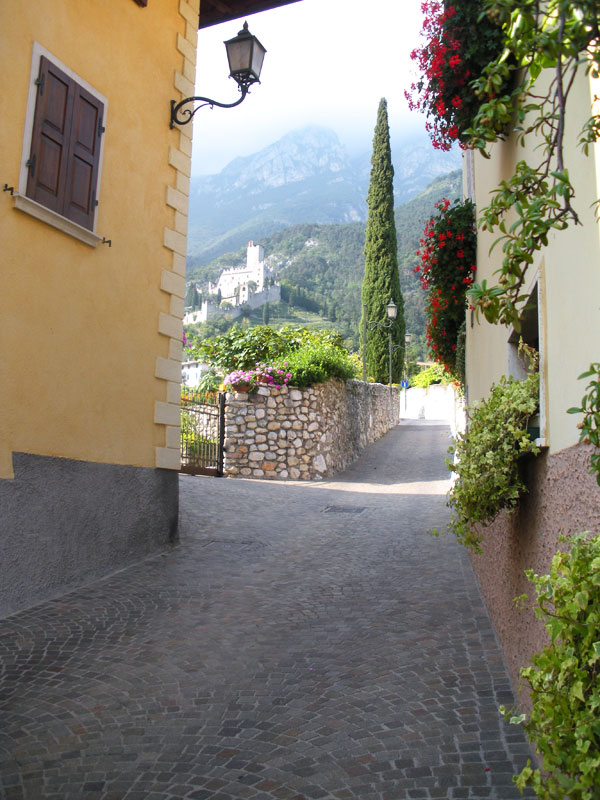
Via Sant'Antonio

## Economia
Sabbionara d'Avio poggia su un'economia prevalentemente vitivinicola e casearia.